# امانوئل امنیکه
امانوئل چیننیه امنیکه (ایگبو: Emmanuel Chinenye Emenike؛ زاده ۱۰ مهٔ ۱۹۸۷) بازیکن فوتبال اهل نیجریه است.